# Prostitution i Österrike
Under medeltiden, åtminstone från 1200-talet och framåt, tolererade städernas lokala myndigheter sexarbetare att vara verksamma i särskilda bordellkvarter och betala skatt. År 1530 förbjöd den tysk-romerska kejsaren bordellverksamhet i det Tysk-romerska riket, där Österrike ingick. 
Hösten 1747 införde Maria Theresia den så kallade Kyskhetskommissionen, som blev mycket omtalad. Dess uppgift var att övervaka den allmänna sexualmoralen, dvs motarbeta alla sexualitet utanför äktenskapet, däribland sexarbete, och dess agenter hade rätt att genomföra husundersökningar och arrestera män som ertappades med att underhålla kvinnor av ”lös moral” och placera kvinnorna i kloster eller, ifråga om utlänningar, utvisa dem ur riket. Kommissionen uppväckte allmän vrede, ledde till skandaler då den blev orsak till att flera artister förvisades, bland annat den berömda italienska sopranen Santini. På grund av den häftiga impopulariteten som bland annat ledde till att monarken förlöjligades avskaffades kommissionen efter ett halvår, men poliskåren uppmuntrades i fortsättningen att spionera för att upprätthålla sexualmoralen, och även adelsdamer kunde på polisagenters rapporter förvisas från Wien till Trieste eller Olmütz om deras äktenskapsbrott blev för indiskreta.
År 1873 infördes ett system med reglementerad prostitution efter fransk modell. 
Sexarbete är lagligt i Österrike, däremot inte hallickverksamhet.